# Висока-Поляна (Шуменская область)
Висока-Поляна (болг. Висока поляна) — село в Болгарии. Находится в Шуменской области, входит в общину Хитрино. Население составляет 226 человек.

## Политическая ситуация
В местном кметстве Висока-Поляна, в состав которого входит Висока-Поляна, должность кмета (старосты) исполняет Ибрям Фарук Ибрям (Движение за права и свободы (ДПС)) по результатам выборов.
Кмет (мэр) общины Хитрино — Нуридин Басри Исмаил Движение за права и свободы (ДПС)) по результатам выборов.